# The Abyss
The Abyss är ett namn under vilket det svenska bandet Hypocrisy gett ut ett par album med en stil som väger mer åt black metal än den melodiska death metal de annars spelar.

## Medlemmar
Senaste medlemmar
- Peter Tägtgren – trummor, basgitarr, sång
- Lars Szöke – gitarr, sång
- Mikael Hedlund – gitarr, sång

Tidigare medlemmar
- Mathias Kamijo – okänd

## Diskografi
Studioalbum
- 1994 – The Other Side
- 1997 – Summon The Beast

Samlingsalbum
- 2001 – The Other Side and Summon the Beast